# Nadira (krater)
Nadira är en nedslagskrater på planeten Venus. Nadira har fått sitt namn efter förstinan och poeten Nodira.
Kratern har en diameter på ungefär 31 km.